# Ингеборга Датская (королева Франции)
Ингеборга Датская (дат. Ingeborg Valdemardatter af Danmark, фр. Ingeburge de Danemark, 1174 — 29 июля 1236, Корбей, Эссонна, Франция) — королева Франции в 1193 и 1200—1223 годах, дочь короля Дании Вальдемара I Великого и Софьи Полоцкой.

## Биография
В декабре 1192 года английский король Ричард I Львиное Сердце оказался в австрийском плену. Всю жизнь интриговавший против него французский король Филипп II Август, опьяненный предоставленной возможностью, начал вести с Кнудом VI Датским переговоры о заключении брака с одной из его сестер. Через этот союз он намеревался воспользоваться древним нормандским правом на Англию, связанным с датским завоеванием, и рассчитывал на помощь датского флота и армии при нападении на Англию. Со своей стороны Кнуд VI, женатый на дочери Генриха Льва, желал избавиться от опеки императора Генриха VI и охотно бы воспользовался поддержкой французов в борьбе против него.
Кнуд VI выбрал «самую красивую из своих сестер, Ингеборгу, украшенную всеми достоинствами». Переговоры о браке велись полгода, но когда невеста прибыла по морю во Францию, то надобности в этом союзе для Филиппа II Августа уже не было. Соглашение о выкупе короля Ричарда было принято 29 июня, и Филиппу пришлось спешно исправлять ошибку, которую он совершил, нанеся своим браком оскорбление императору Генриху VI. К тому же император хотел создать политический союз с Францией и планировал женить Филиппа на своей двоюродной сестре Агнесе Рейнской.
14 августа 1193 года в соборе Амьенской Богоматери Ингеборга сочеталась браком с королём Филиппом II Августом, вдовцом после смерти Изабеллы де Эно. Пытаясь исправить положение, на следующий день после первой брачной ночи Филипп II изгнал жену, не консумировав брак. Он предложил датским послам увезти Ингеборгу с собой в Данию, но она отказалась покидать Францию, которую теперь считала своей. Проводив своих земляков до Фландрии, она обосновалась в Сизуэнском аббатстве, а после поселилась в монастыре Сен-Мор-де-Фоссе, назначенном ей в качестве резиденции. Поскольку Филиппу Августу нужны были сыновья, 5 ноября 1193 года на ассамблее епископов он добился разрешения на развод, ссылаясь на якобы существовавшее родство с Ингеборгой (связующее звено - Христина Ингесдоттер, жена Мстислава I). Уже 1 июня 1196 года он женился на Агнессе Меранской.
Ингеборга, оставшаяся без поддержки и не говорившая ни на французском, ни на латыни, всё-таки заявила свой протест в обращении к папе Целестину III. Это стало причиной её двадцатилетнего заточения в замке Этамп, во время которого Ингеборга страдала от жестокости и унижений. К ней не допускали никаких посланников с родины, ограничивали в питании, отказывали во врачебном уходе. Под страхом королевского гнева никто не осмеливался её навестить, женщины из её окружения насмехались над ней и разговаривали, как с презренной особой. Её положение было известно всей Европе. Папство посвятило этой трагедии четыре церковных собора, которые постановили, что развод был незаконным, так как супруги не состояли в родстве, а Ингеборга настаивала на сохранении брака. По настоянию Иннокентия III, который 6 декабря 1199 года на церковном соборе в Дижоне отлучил короля от церкви, Филипп ещё до смерти Агнессы Меранской (1200 год) признал Ингеборгу своей женой, но вскоре снова отверг её.
Симпатии вассалов Филиппа Августа были на стороне Ингеборги. Когда в январе 1213 года ввиду предстоявшей борьбы с Англией и императором Оттоном IV Филиппу понадобился союз с папой, он вернул Ингеборге место супруги и королевы. Несмотря на все свои несчастья, Ингеборга радовалась выходу на свободу. Все десять последующих лет она жила с мужем «как брат и сестра». В своём завещании Филипп II предоставил ей 10.000 марок, так как признал, что поступал с ней несправедливо. В 1223 году Ингеборга стала вдовствующей королевой, после чего удалилась от двора и возвращалась туда лишь по случаю больших церемоний. Получив во вдовий удел Орлеан, она провела там остаток жизни.
Ингеборга умерла бездетной 29 июля 1236 года в сане настоятельницы аббатства Святого Иоанна в Корбее. Она завещала, чтобы её похоронили в аббатстве Сен-Дени, но внук Филиппа II, Людовик IX Святой, её просьбу отклонил. Её имущество было возвращено короне.